# Zona de sacrifício
Uma zona de sacrifício ou área de sacrifício (muitas vezes denominada zona de sacrifício nacional ou área de sacrifício nacional) é uma área geográfica que foi permanentemente prejudicada por pesadas alterações ambientais ou desinvestimento econômico, muitas vezes devido ao uso localmente indesejado da terra (Locally Unwanted Land Use - LULU). Essas zonas existem mais comumente em comunidades de baixa renda e minorias. Comentaristas como Chris Hedges, Joe Sacco e Steve Lerner argumentaram que as práticas de negócios corporativos contribuem para a produção de zonas de sacrifício. Um relatório de 2022 da ONU destacou que milhões de pessoas em todo o mundo estão em zonas de sacrifício de poluição, particularmente em zonas usadas para indústria pesada e mineração.

## Definição
A expressão “zonas de sacrifício” é utilizada pelos movimentos de justiça ambiental para designar localidades em que observa-se uma superposição de empreendimentos e instalações responsáveis por danos e riscos ambientais. Uma zona de sacrifício ou área de sacrifício (também uma zona de sacrifício nacional ou área de sacrifício nacional) é uma área geográfica que foi permanentemente prejudicada por danos ambientais ou desinvestimento econômico. São locais danificados pelo uso localmente indesejado do solo, causando "poluição química onde os residentes vivem imediatamente adjacentes a indústrias ou bases militares altamente poluídas".
Uma definição, dada por um professor de inglês da International High School em Prospect Heights no Brooklyn, Nova York, foi: "Uma zona de sacrifício é quando não há escolha no sacrifício. Alguém está sacrificando pessoas e suas comunidades ou terras sem sua permissão." Em colaboração com os alunos, uma definição mais sofisticada foi produzida: "Em nome do progresso (desenvolvimento econômico, educação, religião, fábricas, tecnologia) certos grupos de pessoas (chamados de inferiores) podem precisar ser prejudicados ou sacrificados para que o outros grupos (os superiores) se beneficiem."

## Etimologia
De acordo com Helen Huntington Smith, o termo foi usado pela primeira vez nos EUA, discutindo os efeitos a longo prazo da mineração de carvão no oeste americano na década de 1970. A Academia Nacional de Ciências / Academia Nacional de Comitê de Estudos de Engenharia sobre o Potencial de Reabilitação de Terras Minadas de Carvão no Oeste dos Estados Unidos produziu um relatório de 1973 que introduziu o termo.
Em cada zona, a probabilidade de reabilitar uma área depende dos objetivos de uso do solo, das características do local, da tecnologia disponível e da habilidade com que essa tecnologia é aplicada. Nos extremos, se as terras minadas forem declaradas áreas de sacrifício nacional, todas as zonas ecológicas têm uma alta probabilidade de serem reabilitadas com sucesso. Se, no entanto, a restauração completa for o objetivo, a reabilitação em cada zona não tem probabilidade de sucesso.
Da mesma forma, em 1975, Genevieve Atwood escreveu na Scientific American :
A mineração de superfície sem recuperação remove a terra para sempre do uso produtivo ; tal terra pode ser melhor classificada como uma área de sacrifício nacional. Com a recuperação bem-sucedida, no entanto, a mineração de superfície pode se tornar apenas um de uma série de usos da terra que simplesmente interrompem um uso atual e então retornam a terra a uma produtividade potencial equivalente ou ainda maior.
Huntington Smith escreveu em 1975: "O Painel que emitiu o relatório cauteloso e acadêmico da Academia Nacional de Ciências inadvertidamente desencadeou uma bomba verbal" com a frase Área de Sacrifício Nacional; "As palavras explodiram na imprensa ocidental durante a noite. Tomados por um povo que se sentia servido como 'sacrifícios nacionais', eles se tornaram uma palavra de ordem e um grito de guerra." O termo gerou debate público, inclusive entre ambientalistas e políticos como o futuro governador do Colorado, Richard Lamm .
O termo continuou a ser usado no contexto da mineração a céu aberto até pelo menos 1999: "West Virginia tornou-se uma zona de sacrifício ambiental".

## Uso do termo nos anos 2000
A US EPA afirmou em um relatório de 2004 em resposta ao Office of Inspector General, que "a solução para a proteção desigual reside no domínio da justiça ambiental para todos os americanos. Nenhuma comunidade, rica ou pobre, negra ou branca, deveria se tornar uma 'zona de sacrifício'." :28
Comentaristas incluindo Chris Hedges, Joe Sacco, Robert Bullard e Stephen Lerner argumentaram que as práticas de negócios corporativos contribuem para a produção de zonas de sacrifício. As zonas de sacrifício são um tema central da história em quadrinhos Days of Destruction, Days of Revolt, escrita por Hedges e ilustrada por Sacco.
Em 2012 , Hedges afirmou que exemplos de zonas sacrifício incluíam Pine Ridge, SD e Camden , NJ substituído para trazer a área até os padrões residenciais, deslocando 1.000 residentes. Em 2014, Naomi Klein escreveu que "administrar uma economia baseada em fontes de energia que liberam venenos como parte inevitável de sua extração e refino sempre exigiu zonas de sacrifício".

## indústria espacial
As interações homem-ambiente que estão no cerne da justiça ambiental, incluindo zonas de sacrifício, foram propostas para incluir também o sacrifício ambiental de regiões além da Terra. Klinger afirma que 'a geopolítica ambiental da Terra e do espaço sideral está inextricavelmente ligada pela política espacial de privilégio e sacrifício - entre pessoas, lugares e instituições. Dunnett et al chamaram o espaço sideral de 'zona de sacrifício final' que exemplifica uma busca colonialmente estruturada de infinitas oportunidades de acumulação, exploração e poluição. Isso se manifesta em ambas as zonas de sacrifício relacionadas à infraestrutura de lançamento, resíduos e detritos orbitais .
O Point Nemo é um ponto oceânico de inacessibilidade localizado dentro do Giro do Pacífico Sul . Ele é selecionado como o local mais remoto do mundo e serve como um "cemitério de espaçonaves" para infraestrutura espacial e embarcações. Desde 1971, 273 espaçonaves e satélites foram direcionados para Point Nemo; este número inclui a Estação Espacial Mir (142 toneladas) e incluirá a Estação Espacial Internacional (240 toneladas).